# Tickets to My Downfall
Tickets to My Downfall – piąty album amerykańskiego muzyka Machine Gun Kelly, który został wydany 25 września 2020 roku nakładem wytwórni Bad Boy i Interscope. Główny singiel z albumu pt. „Bloody Valentine” został wydany 1 maja 2020 roku i uzyskał status złotej płyty w Kanadzie. Kolejnymi singlami promującymi krążek zostały utwory „Concert for Aliens” oraz „My Ex's Best Friend”. W przeciwieństwie do hip-hopowego stylu pierwszych czterech albumów studyjnych artysty, Tickets to My Downfall został nagrany jako album popowo-punkowy.
Nagrania w Polsce uzyskały certyfikat złotej płyty.

## Lista utworów
1. „Title track” – 2:45
2. „Kiss kiss” – 2:18
3. „Drunk face” – 2:23
4. „Bloody valentine” – 3:25
5. „Forget me too” (feat. Halsey) – 2:51
6. „All I know” (feat. Trippie Redd) – 2:09
7. „Lonely” – 3:10
8. „WWIII” – 0:59
9. „Kevin and barracuda interlude” – 1:23
10. „Concert for aliens” – 2:40
11. „My ex's best friend” (feat. blackbear) – 2:18
12. „Jawbreaker” – 1:57
13. „Nothing inside” (feat. Iann Dior) – 2:52
14. „Banyan tree interlude” – 1:31
15. „Play this when I'm gone” – 3:22

## Notowania
| Lista przebojów (2020)              | Najwyższa pozycja |
| ----------------------------------- | ----------------- |
| Australia (ARIA Charts)             | 2                 |
| Austria (Ö3 Austria Top 40)         | 5                 |
| Belgia (Ultratop Flandria)          | 16                |
| Belgia (Ultratop Walonia)           | 75                |
| Czechy (ČNS IFPI)                   | 2                 |
| Dania (Album Top-40)                | 20                |
| Finlandia (Suomen virallinen lista) | 12                |
| Francja (SNEP)                      | 111               |
| Hiszpania (PROMUSICAE)              | 42                |
| Holandia (MegaCharts)               | 19                |
| Irlandia (IRMA)                     | 7                 |
| Kanada (Billboard Canadian Albums)  | 1                 |
| Niemcy (Media Control Charts)       | 11                |
| Nowa Zelandia (Recorded Music NZ)   | 5                 |
| Stany Zjednoczone (Billboard 200)   | 1                 |
| Szwajcaria (Alben Top 100)          | 24                |
| Szwecja (Sverigetopplistan)         | 11                |
| Węgry (MAHASZ)                      | 35                |
| Wielka Brytania (OCC)               | 3                 |
| Włochy (FIMI)                       | 13                |